# Галаганівка (село, Баштанський район)
Галага́нівка — село в Україні, у Снігурівській міській громаді Баштанського району Миколаївської області. Населення становить 560 осіб.

## Історія
Поселення виникло на місці козацьких зимівок на землях Війська Запорізького Низового. В середині 18 ст. входило до Перевізької (Інгульської) паланки. 1775 року, після зруйнування російської імперською владою Запорізької Січі увійшло до складу Херсонського повіту. 
1860 року село належало поміщику Миколі Енгельгардту, що мав там 157 кріпосних та 53 двора.
1886 року нарохувало 65 дворів 65, 395 мешканців, 2 крамниці.

## Населення

### Мова
Розподіл населення за рідною мовою за даними перепису 2001 року:
| Мова            | Кількість | Відсоток |
| --------------- | --------- | -------- |
| українська      | 540       | 96.43%   |
| російська       | 19        | 3.39%    |
| інші/не вказали | 1         | 0.18%    |
| Усього          | 560       | 100%     |